# Metarhizium acridum
Espèce
Metarhizium acridum est le nouveau nom donné à un groupe d'isolats fongiques qui infectent presque uniquement les criquets (Acrididea).  Auparavant cette espèce avait le rang de variété sous Metarhizium anisopliae (var. acridum) et plus tôt les isolats concernés étaient désignés comme M. flavoviride.
M. acridum est un parasite spécifique aux criquets du sous-ordre Caelifera des Orthoptères. Certaines souches forment les matières actives de biopesticides contre les criquets. Plusieurs groupes de recherche, y inclus le programme international LUBILOSA, ont identifié les défis techniques clés du développement de produits mycoinsecticides, y inclus: la sélection des isolats, la production en masse et les méthodes et techniques d'application (formulation et épandage). Autrement dit, la lutte contre les insectes (mortalité) dépend de facteurs tels que le nombre de spores épandues contre l'insecte hôte, la formulation et les conditions climatiques. Des formulations à base d'huile permettent l'épandage de spores fongiques sous des conditions sèches et sont compatibles avec les techniques d'épandage en UBV (ultra bas volume) en lutte antiacridienne.